# Enderley
Enderley est une banlieue de la cité d’Hamilton dans l’Île du Nord de la Nouvelle-Zélande.

## Situation
Elle devint une partie de la ville d’Hamilton lors de la 5 e extension des limites de la cité en 1949.

## Démographie
Selon recensement de 2006 en Nouvelle-Zélande, la banlieue d’Enderley a une population de 5226 habitants pour la ville d’Enderley elle-même et la zone statistique, qui l’entoure.
L’index de déprivation socio-économique, classé de 1 à 10 à partir du plus faible jusqu’aux zones de  de pauvreté la plus importante, liste la ville d’ Enderley et Insoll à 10/10 ( le plus haut niveau de déprivation).
C’est la plus haute des banlieues dans la classification selon l’indice de déprivation socio-économique dans l’est de la ville de Hamilton.

## Le carrefour des poètes
« Enderley neighbourhood Poets Corner » (ainsi appelé du fait des nombreuses rues dénommées d’après des poètes, comme Tennyson, Wordsworth, Blake et Eliot), était connue pour son taux élevé de criminalité.
La New Zealand Post cessa de délivrer aux adresses des résidents dans la ville de Enderley pendant une courte période après des échanges de tirs entre les membres des gangs des  Mongrel Mob (en) et des Black Power (en) en 2007,
Après que cela soit arrivé, l’organisme: Housing NZ (en) a rasé toutes les maisons appartenant au système public, qui avaient abrité les membres du gang dans les années 2009.
Le taux de crimes et l’appartenance à un gang ont diminué dans les quelques dernières années suivantes  ,.
Il y a un projet de 17 mil de $ pour la reconstruction de maisons sur l’ancien site de « Housing NZ», ; ceci devrait être un mélange de locations et de propriétés individuelles.
Il y a aussi un projet de construction de tramway là où 500 nouvelles maisons seront construites dans le secteur pour un nouveau hub de transport de 3,3 billion de $  dont le fonctionnement sera assuré par le « Tainui Group Holdings » (TGH).
Depuis les années 1960 et 1970 ,le secteur comporte maintenant de nombreux propriétaires de leur logement, ayant des revenus plutôt moyens et la rénovation des propriétés apparaît comme un bon investissement et un bien solide pour une première maison . 
Autour de la zone de la « cinquième Av » dans Enderley, il y a quelques rues, qui sont maintenant principalement des maisons en propriété privée d’où le fait qu’ il y a eu un changement pour le secteur, qui est devenu une zone plus sure .

## Éducation
L’école nommée Southwell School est une école primaire, mixte, anglicane, indépendante ,allant des années 1 à 8.   
L’école fut fondée en 1911. 
Elle avait un taux de décile de 10 et un effectif de 652 élèves .